# Церква Святого Дмитрія Солунського (Татарів)
Церква Святого Дмитрія Солунського (Татарів) — діюча гуцульська дерев'яна церква в с. Татарів Івано-Франківської області, Україна, пам'ятка архітектури національного значення.

## Історія

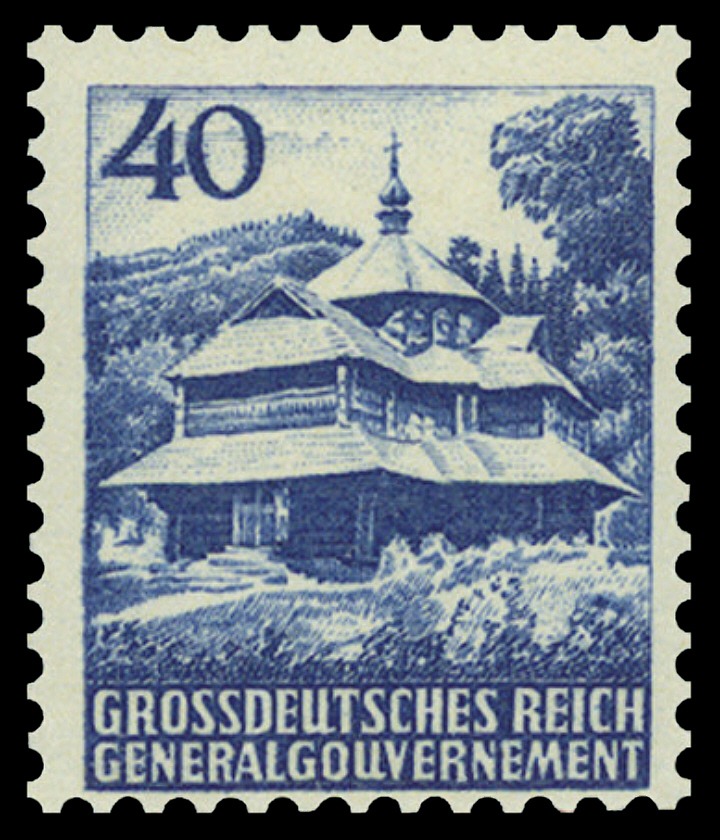
Дерев'яна церква у Татарові на поштовій марці Генеральної губернії (1944)

Церква датована ХІХ ст (1856-1870 роки), побудована за проектом польського архітектора Менчинського Ф. та посвячена на честь великомученика Димитрія Солунського. Розташовується біля дороги Н09 в центрі села, навколо храму розташоване кладовище, з іншої сторони якого тече річка Прут. У радянський період (1954-1987 рр.) церква була закрита та охоронялась як пам'ятка архітектури Української РСР (№ 1139). Церква була покрита гонтом до кінця 1980-х років, коли її частково перекрили бляхою.  Після реставрації, проведеної у 2017 р., центру знову перекрили гонтом. Церкву використовує громада  Української греко-католицької церкви.

## Архітектура
Церква п'ятизрубна, хрестоподібна в плані з великим квадратним центральним зрубом нави та короткими бічними раменами, побудована в гуцульському стилі з смереки, розташована на кам'яному фундаменті. Бруси зрубів з’єднані врубами в простий замок з подвійним вирізом та шипом. Шатровий дах нави з невеликим ліхтарем та маківкою розташовується на восьмисторонній основі, яка лежить на квадратному зрубі нави та висотою не перевищує вершин двоскатних дахів бокових зрубів. Дахи бокових зрубів теж мають невеликі маківки з хрестами. До вівтаря примикають ризниці. Церква має широке  опасання, яке розташовується  на вінцях зрубів, які мають фігурні вирізи. Храм перекритий гонтом. В середині зруби поєднані арковими переходами.

В церкві зберігся темперний живопис ХІХ ст. Відповідно до напису на  іконі Св. Миколая Чудотворця з п'ятиярусного церковного іконостасу він був розписаний Антонієм Оржеховським.

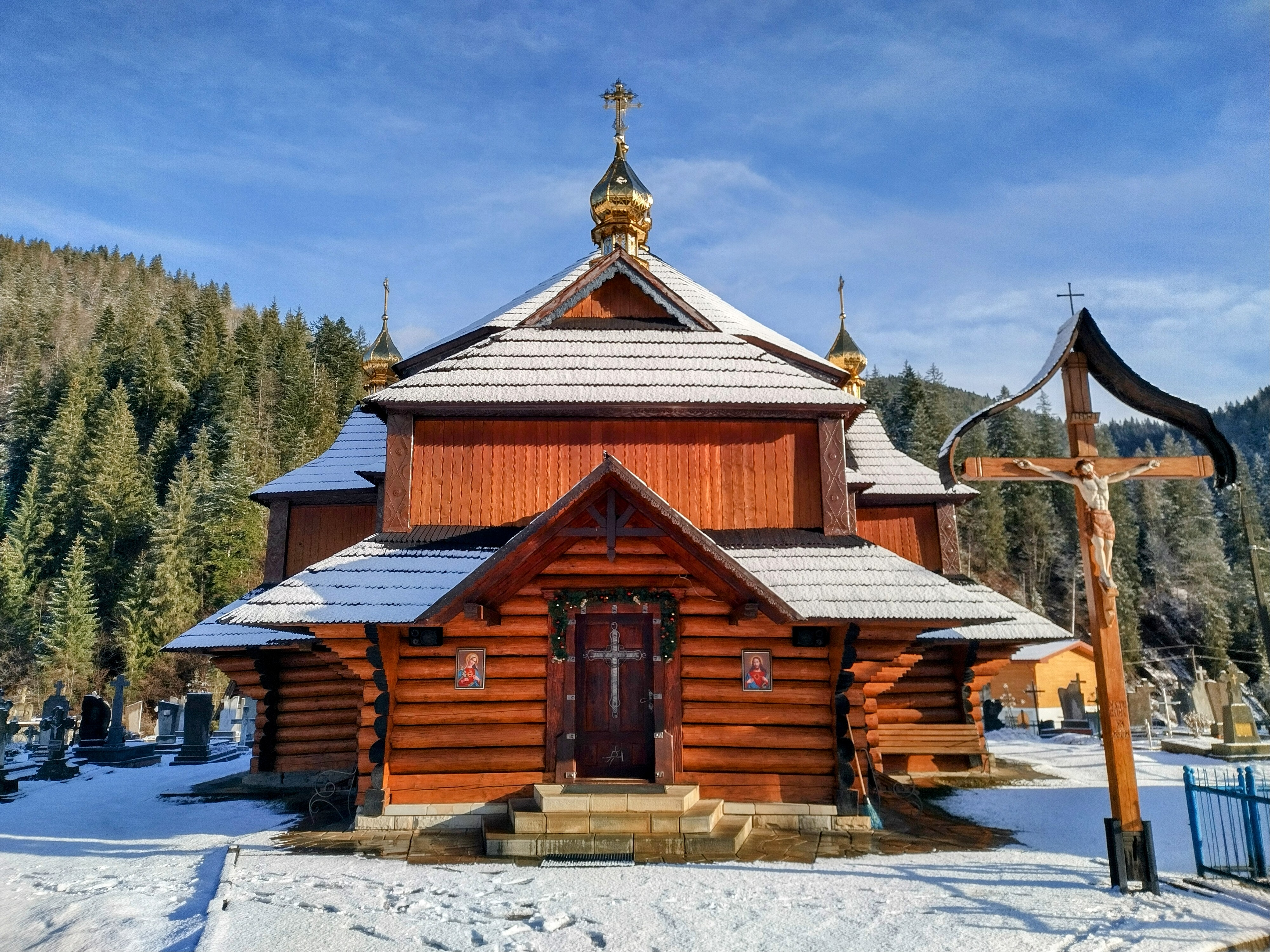
Головний фасад церкви

## Дзвіниця
До складу пам'ятки входить двоярусна дерев'яна дзвінниця. Перший ярус дзвіниці квадратний, збудований зі зрубу, а другий має каркасну структуру та вісім стін з голосниками. Дзвіниця має опасання та шатровий восьмигранний дах.